# Heleophryne rosei
Heleophryne rosei (tên tiếng Anh: Table Mountain Ghost Frog) là một loài ếch trong họ Heleophrynidae. Chúng là loài đặc hữu của Nam Phi.
Các môi trường sống tự nhiên của chúng là các khu rừng ôn hòa, thảm cây bụi kiểu Địa Trung Hải, sông, và hang. Loài này đang bị đe dọa do mất môi trường sống.